# Ansible (software)
Ansible (výslovnost [ˈaːnsəbl Amer ˈænsəbl]) je svobodný software, který vytváří platformu pro konfigurační správu a řízení počítačů kombinující víceuzlové nasazení softwaru, ad hoc provádění úloh a správu konfigurací. Ansible spravuje počítače v síti pomocí SSH nebo přes PowerShell. Má minimální nároky na nainstalovaný software, na linuxových uzlech vystačí s Pythonem verze 2.4 nebo vyšší, na uzlech s MS Windows s PowerShell verze 3.0 nebo vyšší. Používá moduly využívající JSON a standardní výstup, které mohou být napsány v libovolném programovacím jazyce. Pro znovupoužitelné popisy stavů uzlů se používá YAML.
Ansible vyvinul Michael DeHaan, autor provisioning serveru Cobbler pro Linux a spoluautor frameworku Func pro vzdálenou administraci. Ansible je součást linuxové distribuce Fedora vytvářené firmou Red Hat Inc., v podobě balíčků EPEL (Extra Packages for Enterprise Linux) je dostupný i pro Red Hat Enterprise Linux, CentOS a Scientific Linux, i pro další operační systémy.
Pro komerční podporu a financování Ansiblu byla vytvořena společnost AnsibleWorks, Inc., později přejmenovaná na Ansible, Inc., kterou v říjnu 2015 odkoupila firma Red Hat.
Název „Ansible“ se odkazuje na komunikační zařízení umožňující přenos nadsvětelnou rychlostí, které vymyslela spisovatelka Ursula K. Le Guinová pro svůj román Rocannonův svět z roku 1966, a které popisuje Orson Scott Card v románu Enderova hra.

## Architektura
Jako většina systémů pro správu konfigurací rozlišuje Ansible dva typy serverů: řídicí stroj a uzly. Veškerá orchestrace je řízena z jednoho řídicího stroje, který pro přístup na spravované uzly používá SSH. Spravované uzly jsou popsány na řídicím stroji v inventory (výsl. [ˈɪnvəntri Amer ˈɪnvəntɔːri]IPA).
Pro orchestraci uzlů používá Ansible moduly, které na uzly dostává a spouští pomocí SSH. Moduly se dočasně ukládají na uzly a komunikují s řídicím strojem pomocí protokolu JSON na standardním výstupu. V okamžiku, kdy Ansible uzly neřídí, nespotřebovává žádné prostředky, protože na spravovaných uzlech neběží žádné programy nebo démoni.
Jiné často používané systémy pro správu konfigurací – jako například Chef, Puppet a CFEngine – používají agenty. U těchto systémů musí být na každém uzlu nainstalován démon, který komunikuje s řídicím strojem. Ansible naproti tomu používá bezagentovou architekturu, která vystačí s démonem pro přihlášení na příslušný uzel. Výhodou je i nižší provoz po síti díky tomu, že uzly s řídicím strojem samostatně nekomunikují.

### Designové cíle
K designovým cílům Ansiblu patří:
- Minimalismus Systém správy by neměl vyžadovat instalaci žádného dodatečného softwaru.[12]
- Konzistence
- Bezpečnost Ansible nevyužívá na uzlech agenty. Vyžaduje pouze OpenSSH, který je výborně otestován.[12]
- Vysoká spolehlivost. Pečlivě napsaný Ansible playbook [ˈpleɪbʊk]IPA je idempotentní, což zabraňuje neočekávaným vedlejším účinkům na spravovaných systémech.[1] Špatně napsaný playbook však může nebýt idempotentní.
- Plochá učicí křivka. Playbooky používají snadno zvládnutelný a popisný jazyk založený na YAML a šablonách Jinja.

### Moduly
Moduly jsou v Ansiblu považovány za jednotky činnosti. Jednotlivé moduly jsou obvykle samostatné a mohou být napsány v běžných skriptovacích jazycích (Python, Perl, Ruby, bash, atd.). K základním vlastnostem modulů patří jejich idempotence, což znamená, že několikanásobné opakování operace (např. při zotavení z výpadku) uvede systém do stejného stavu.

### Inventory
Inventory je popis uzlů, ke kterým lze v Ansiblu přistupovat. Inventory je popsané konfiguračním souborem v INI formátu, jehož implicitní umístění je /etc/ansible/hosts. Konfigurační soubor obsahuje pro každý spravovaný uzel buď jeho IP adresu nebo jméno počítače. Uzly lze navíc sdružovat do skupin.
Příklad konfiguračního souboru:
```
192.168.6.1

[webservers]
foo.example.com
bar.example.com

```

Tento konfigurační soubor definuje tři uzly. První uzel je zadaný IP adresou a další dva jmény. Druhý a třetí uzel jsou navíc sdruženy do skupiny webservers.
Ansible může být také použit pro skript realizující Dynamické Inventory, který může načítat data z libovolného informačního systému.

### Playbooky
Playbooky popisují v Ansiblu konfigurace, nasazení softwaru a orchestraci jednotlivých složek. Playbooky mají formát YAML. Každý Playbook přiřazuje skupině uzlů sadu rolí. Jednotlivé role jsou reprezentovány voláními úloh v Ansiblu.

## Dostupnost pro jednotlivé platformy
Na řídicím stroji musí být nainstalován Python 2.6 nebo 2.7. Řídicí stroj lze provozovat na většině distribucí Linuxu, mj. na Red Hatu, Debianu, CentOSu,  a Ubuntu, případně další Unixové systémy, např. BSD a macOS.
Na spravovaných uzlech musí být Python verze 2.4 nebo vyšší. Uzly s Pythonem do verze 2.5 musí mít nainstalovaný balíček python-simplejson. Ansible může od verze 1.7 spravovat také uzly se systémem MS Windows.

### Podpora cloud computingu
Ansible může pracovat na virtuálních strojích, ve veřejných i soukromých cloudech jako jsou Amazon Web Services, CloudStack, DigitalOcean, Eucalyptus Cloud, Google Cloud Platform, KVM Switch, Microsoft Azure Platform, OpenStack, Rackspace, SoftVrstva, VMware a XenServer.

### Podpora big data
Ansible může být nasazen pro zpracování rozsáhlých data, pro rozsáhlá úložiště a analytická prostředí, včetně Hadoop, Riak a Aerospike. V těchto prostředích lze Ansible použít pro správu prostředků jednotlivých uzlů, nenáročnou na spotřebu času CPU a paměti. Ansible navíc poskytuje monitorovací funkcionality, které mohou měřit dostupné prostředky systému, což může pomáhat při správě těchto uzlů.